# Bernard Mendy
Bernard Mendy (ur. 20 sierpnia 1981 w Évreux) – francuski piłkarz pochodzenia senegalskiego grający na pozycji obrońcy, reprezentant Francji.

## Kariera klubowa
| Sezon   | Klub                    | Kraj    | Rozgrywki      | Mecze | Bramki | Rozgrywki Europy   | Mecze | Bramki |
| ------- | ----------------------- | ------- | -------------- | ----- | ------ | ------------------ | ----- | ------ |
| 1998/99 | SM Caen                 | Francja | Division 2     | 4     | 0      | –                  | –     | –      |
| 1999/00 | SM Caen                 | Francja | Division 2     | 30    | 2      | –                  | –     | –      |
| 2000/01 | Paris Saint-Germain     | Francja | Division 1     | 19    | 0      | Liga Mistrzów UEFA | 7     | 0      |
| 2001/02 | Paris Saint-Germain     | Francja | Division 1     | 21    | 1      | Liga Europy UEFA   | 3     | 1      |
| 2002/03 | Bolton Wanderers (wyp.) | Anglia  | Premier League | 21    | 0      | –                  | –     | –      |
| 2003/04 | Paris Saint-Germain     | Francja | Ligue 1        | 33    | 0      | –                  | –     | –      |
| 2004/05 | Paris Saint-Germain     | Francja | Ligue 1        | 29    | 0      | Liga Mistrzów UEFA | 5     | 0      |
| 2005/06 | Paris Saint-Germain     | Francja | Ligue 1        | 36    | 0      | –                  | –     | –      |
| 2006/07 | Paris Saint-Germain     | Francja | Ligue 1        | 28    | 0      | Liga Europy UEFA   | 8     | 2      |
| 2007/08 | Paris Saint-Germain     | Francja | Ligue 1        | 23    | 1      | –                  | –     | –      |
| 2008/09 | Hull City               | Anglia  | Premier League | 28    | 2      | –                  | –     | –      |
| 2009/10 | Hull City               | Anglia  | Premier League | 21    | 0      | –                  | –     | –      |
| 2010/11 | Odense Boldklub         | Dania   | Superligaen    | 11    | 0      | –                  | –     | –      |
| 2011/12 | Odense Boldklub         | Dania   | Superligaen    | 29    | 2      | Liga Europy UEFA   | 9     | 0      |
| 2012/13 | Stade Brestois 29       | Francja | Ligue 1        | 31    | 0      | –                  | –     | –      |
| 2013/14 | Stade Brestois          | Francja | Ligue 2        | 0     | 0      | –                  | –     | –      |

Stan na: 12 czerwca 2013 r.

## Osiągnięcia
- Puchar Francji w 2006 roku z Paris Saint-Germain
- Puchar Francji w 2004 roku z Paris Saint-Germain.
- wicemistrzostwo w 2004 roku z Paris Saint-Germain.
- Mistrzostwo Europy U-18 w 2000 z Francją.